# 阿巴斯·基阿魯斯達米
阿巴斯·基亚罗斯塔米（1940年6月22日—2016年7月4日），生於德黑蘭，是伊朗革命後最有影響力和最引起爭論的電影導演、編劇和製作人之一，也是過去20年國際上最著名的伊朗導演之一。在1980和90年代期間，國際社會對伊朗持有負面評價時，他的電影展現出伊朗慈悲和藝術的另一面。
雖然阿巴斯·基亚罗斯塔米在1970年代曾拍過幾部獲獎電影，但他在世界電影舞台上所獲得的名聲是在伊朗革命之後。他的傑作《大寫特寫》（Nema-ye Nazdik，1990）”在法國聲名大噪，使得國際電影圈開始注意到阿巴斯·基亚罗斯塔米的作品。1991年的《春風吹又生》（Zendegi va digar hich）讓他在翌年坎城影展一種注目（Un Certain Regard）贏得首個重要獎項羅塞里尼獎。在他拍出初次突破性作品《報告》（Gozaresh，1977）後20年，終於以《櫻桃的滋味》（Ta'm e guilass，1997）在坎城影展獲頒金棕櫚獎。

## 生平

### 早期
阿巴斯·基亚罗斯塔米出生於德黑蘭，畢業於德黑蘭大學藝術系。他於大學主修繪畫和圖形設計，並曾擔任交通警察。
1962年至1966年間，阿巴斯·基亚罗斯塔米總共拍攝超過150部電視廣告。1960年代末，阿巴斯·基亚罗斯塔米開始拍攝電影。

### 導演生涯
在1969年，伊朗新浪潮開始於達里爾婿·默荷祖（داریوش مهرجویی ）的電影《GAV》，他在德黑蘭為非商業組織伊朗兒童和青年智力發展研究所（Kanun）建立電影部門，後來成為伊朗當代電影重要中心。阿巴斯·基亚罗斯塔米在同年導演第一部短片《麵包與小巷》（Nan va Koutcheh）。他在伊朗兒童和青年智力發展研究所經營部門5年，為兒童拍攝電影幫他踏出電影導演和製作的第一步。
1970年代，阿巴斯·基亚罗斯塔米奉行個人主義電影製作風格 。1975年，阿巴斯·基亚罗斯塔米執導兩部短片《我也可以》及《兩個解決方案》。1980年代初，阿巴斯·基亚罗斯塔米執導一些短片，包括《牙痛》（1980年）、《有序還是無序》（1981年）與《合唱團》（1982年）。直到他於1987年完成《何處是我朋友的家？》後，他開始在伊朗國外受到注目。
《何處是我朋友的家》、《春風吹又生》（1992年）與《橄欖樹下的情人》（1994年）被電影評論家稱為寇科三部曲，因為三部電影都在伊朗北部寇科拍攝。該影片也提到1990年曼吉爾-魯德巴地震，造成40,000人失去生命。阿巴斯·基亚罗斯塔米用生命，死亡，改變來延續電影主題。1990年代，寇科三部曲於法國和其他西歐國家，如荷蘭、瑞典、德國和芬蘭獲得商業成功。但是阿巴斯·基亚罗斯塔米認為《春風吹又生》、《橄欖樹下的情人》及《櫻桃的滋味》（1997年）才是三部曲。
阿巴斯·基亚罗斯塔米完成《大寫特寫》（1990年），描述一個男人冒充電影製作人，之後遭到警察逮捕及審判的故事，由穆森‧馬克馬巴夫（Mohsen Makhmalbaf）主演。英國電影學院將《大特寫》名列史上50大經典電影第42位，獲得昆汀·塔伦蒂诺、马丁·斯科塞斯、韋納·荷索、尚盧·高達、南尼·莫莱蒂等著名導演肯定 and was released across Europe.，《大特寫》也在歐洲上映。
1992年，阿巴斯·基亚罗斯塔米執導《春風吹又生》，講述一位父親和兒子從德黑蘭開車到寇科尋找兩個小男孩，他們在途中遭遇地震倖存者的故事。這一年阿巴斯·基亚罗斯塔米贏得羅伯托·羅西里尼大獎。《橄欖樹下的情人》（1994）以《春風吹又生》拍攝幕後為藍本，主要描述《春風吹又生》中的飾演夫妻的男女演員，在鏡頭外微妙的關係。
阿巴斯·基亚罗斯塔米為賈法·帕納西傳寫電影劇本《白氣球》（1995年）。1997年，阿巴斯·基亚罗斯塔米以《櫻桃的滋味》奪得金棕櫚獎，這部影片涉及道德、自殺行為合法性及同情等議題。
《風帶著我來》在1999年獲得威尼斯電影節銀獅獎。劇情描述有一群人來到庫德族部落停留，當地人則猜想他們為了尋寶而來，於是在部落里造成話題。
2000年，阿巴斯·基亚罗斯塔米在美國舊金山電影節獲得黑澤明終身成就獎，他則將獎項獻給伊朗演員Behrouz Vossoughi，以表彰他對伊朗電影貢獻。
2001年，阿巴斯·基亚罗斯塔米接受聯合國國際農業發展基金邀請，前往烏干達坎帕拉拍攝烏干達孤兒紀錄片。國家電影劇院首席製作人傑夫·安德魯提到這部電影說：「這部電影提及生命和死亡連結，就像基亚罗斯塔米之前的四部電影。」
次年，基亚罗斯塔米執導《十段生命的律動》，展現一個罕見電影製作方法，並放棄劇本。劇情藉由女計程車司機的眼睛來傳達，隨著計程車在德黑蘭街頭前進，進入乘客的內心世界與伊朗文化 。
2008年，基亚罗斯塔米執導《雪馨》，電影充滿伊朗女演員和法國女演員茱麗葉·畢諾許的特寫鏡頭。這部影片被形容為「探索影像、聲音和女性觀眾之間的關係。」
《合法副本》（2010年）再次由茱麗葉·畢諾許演出，電影於在義大利托斯卡納拍攝，描述英國男人和法國女人之間的故事，它在2010年坎城電影節首映。羅傑·埃伯特稱讚這部電影，指出「基亚罗斯塔米在創造營幕外空間的功力非常出色。」茱麗葉·畢諾許也獲得坎城電影節最佳女演員獎。
基亚罗斯塔米曾在眾多電影節擔任評審，最引人注目的是坎城電影節（1993年、2002年、2005年與2014年）。他也曾在威尼斯電影節（1985年）、洛迦诺电影节（1990年）、聖塞瓦斯蒂安國際電影節（1996年）、聖保羅國際電影節（2004年）、卡帕爾比奧電影節（2007年）、庫斯滕多夫電影及音樂節（2011年）擔任評審。

## 去世
2016年7月4日，因患胃肠癌在法国巴黎逝世。 根据当地媒体报道，基亚罗斯塔米在查出癌症后，是因为在德黑兰进行手术发生医疗事故，进而耽误了治疗，最后被送到巴黎时已经回天乏术。

## 風格
阿巴斯·基亚罗斯塔米是伊朗電影新浪潮運動的一员。此一伊朗電影界的運動，始於1960年代，並在1979的革命之前的70年代蓬勃發展。 Forough Farrokhzad、Sohrab Shahid Saless、Bahram Beizai和Parviz Kimiavi是伊朗電影新浪潮運動先鋒。他們拍攝的作品帶有非常濃厚政治和哲學意涵，與如詩般對白的創新藝術電影。有些電影屬於現實主義風格，有些則是混合幻想和現實隱喻。

## 評論
阿巴斯·基亚罗斯塔米已經受到全世界影壇的讚譽，他在1999年被兩位國際影評人投票評選1990年代最重要的電影導演 。他的4部電影在安大略省電影中心公布90年代最佳電影名單中排名前6位。黑澤明說阿巴斯·基亚罗斯塔米的電影：「無法用言語來形容我的感受...當薩雅吉·雷去世後，我很鬱悶。但是看到基亚罗斯塔米的電影後，我感謝上帝給我們合適的人來接棒。」馬丁·史柯西斯曾評論說，「阿巴斯·基亚罗斯塔米代表藝術電影的最高水平。」奧地利導演麥可·漢內克讚美阿巴斯·基阿魯斯塔米的電影是最出色的代表之一。
阿巴斯·基亚罗斯塔米在歐洲獲得讚譽後，伊朗政府禁止他的電影上映。基亚罗斯塔米回應說「近10年來，政府已決定不上映我的任何一部電影....我覺得他們不理解我的電影，因此禁止上映，防止他們不想外洩的消息傳播出去」。
在2001年9月11日恐怖攻擊事件發生後，阿巴斯·基亚罗斯塔米被美國政府拒絕核發簽證，導致他無法參加紐約電影節。邀請阿巴斯的電影節執導Richard Peña表示：「我的國家發生這樣的事情真是一個可怕的象徵，沒有人意會到這對於全體穆斯林是一種負面的信息。」芬蘭導演阿基·郭利斯馬基也以抵制電影節來表達抗議。
2007年，現代藝術博物館和PS1當代藝術中心共同舉辦阿巴斯·基亚罗斯塔米作品展。
阿巴斯·基亚罗斯塔米是世界電影基金會顧問委員會成員，該基金會由導演馬丁·史柯西斯成立，目標是發現與重建被世界影壇長期忽視的電影。

## 藝術
阿巴斯·基亚罗斯塔米也是攝影家與詩人，他的攝影作品（1978年至2003年）大部分是雪景，以在家鄉德黑蘭為背景，並在1999年發表過詩集。阿巴斯·基亚罗斯塔米與尚·考克多、薩雅吉·雷、德里克·賈曼（Derek Jarman）、古勒扎爾相同，都在詩歌、設計、繪畫或攝影表達自我。
阿巴斯·基亚罗斯塔米也製作莫扎特的歌劇《女人皆如此》，2003年在普羅旺斯地區艾克斯首演。

## 電影
| 年份 | 中文名稱         | 英文名稱                                      | 原文名稱                     |
| ---- | ---------------- | --------------------------------------------- | ---------------------------- |
| 1977 | 報告             | The Report                                    | گزارش                        |
| 1984 | 國小新鮮人       | First Graders                                 | اولی‌ها                       |
| 1987 | 何處是我朋友的家 | Where Is the Friend's Home?                   | خانه دوست کجاست؟             |
| 1989 | 家庭作業         | Homework                                      | مشق شب                       |
| 1990 | 大寫特寫         | Close-Up                                      | کلوزآپ                       |
| 1991 | 春風吹又生       | And Life Goes on.../Life, and Nothing More... | زندگی و دیگر هیچ             |
| 1994 | 橄欖樹下的情人   | Through the Olive Trees                       | زیر درختان زیتون             |
| 1997 | 櫻桃的滋味       | A Taste of Cherry                             | طعم گیلاس                    |
| 1999 | 風帶著我來       | The Wind Will Carry Us                        | باد ما را خواهد برد          |
| 2001 | A.B.C.到非洲     | ABC Africa                                    | ای‌بی‌سی آفریقا                |
| 2002 | 十段生命的律動   | Ten                                           | ده                           |
| 2003 | 伍               | Five                                          | پنج                          |
| 2004 | 10重拾           | 10 on Ten                                     | ۱۰ روی ده                    |
| 2005 | 火車三段程       | Tickets                                       | جاده‌های کیارستمی             |
| 2008 | 雪馨             | Shirin                                        | شیرین                        |
| 2010 | 愛情對白         | Certified Copy                                | Copie conforme               |
| 2012 | 像戀人一樣       | Like Someone in Love                          | ライク・サムワン・イン・ラブ |
| 2017 | 24帧             | 24 Frames                                     | 24 فریم                      |

## 荣誉

### 奖项
- 1997年第50屆坎城影展金棕櫚獎：《櫻桃的滋味》
- 1999年第56屆威尼斯影展評審團特別獎：《风带着我来》

### 外国勋章奖章
- 旭日小绶章（日本，2013年11月3日公布[38]）

## 外部連結
- 阿巴斯·基阿魯斯達米在互联网电影资料库（IMDb）上的資料（英文）
- 阿巴斯·基阿魯斯達米在豆瓣上的资料（简体中文）
- 阿巴斯·基阿魯斯達米在1905电影网上的简介（简体中文）